# Elecciones estatales de Schleswig-Holstein de 1996
Las Elecciones estatales de Schleswig-Holstein de 1996 se llevaron a cabo el 24 de marzo de 1996, en paralelo a las elecciones de Baden-Württemberg y Renania-Palatinado.

## Antecedentes
En las anteriores elecciones parlamentarias del 5 de abril de 1992, el SPD con Björn Engholm había defendido su mayoría absoluta.
La CDU con Ottfried Hennig se había mantenido en el 33,8 por ciento de los votos.
El FDP contaba con un lugar en el Parlamento tras haber obtenido el 5,6 por ciento de los votos, mientras que a Alianza 90/Los Verdes se le había negado la entrada al parlamento con un 4.97 por ciento de los votos.
La tercera fuerza había sido el partido de extrema derecha Deutsche Volksunion, con el 6,3 por ciento de los votos.
Exento de la cláusula del cinco por ciento, el SSW había obtenido un diputado, Karl Otto Meyer.

## Candidatos
El SPD postuló por primera vez a Heide Simonis.
Simonis había asumido el cargo de ministra-presidenta ya que el 19 de mayo de 1993 Björn Engholm había dimitido. Ella se había convertido en la primera jefa de gobierno femenina en un estado federado alemán. Una vez más, la CDU postulo a Ottfried Hennig.
El FDP postuló a Wolfgang Kubicki y los Verdes postularon a Irene Fröhlich.

## Resultados
Los resultados fueron:
Hab. inscritos: 2.112.522
Votantes: 1.516.309 (Participación: 71,78 %)
Votos válidos: 1.502.088
| Partido | Partido        | Votos     | Resultado en % | Mandatos man- directos | Escaños |
| ------- | -------------- | --------- | -------------- | ---------------------- | ------- |
|         | SPD            | 597.751   | 39,79          | 26                     | 33      |
|         | CDU            | 559.107   | 37,22          | 19                     | 30      |
|         | GRÜNE          | 121.939   | 8,12           |                        | 6       |
|         | FDP            | 86.227    | 5,74           |                        | 4       |
|         | DVU            | 64.335    | 4,28           |                        |         |
|         | SSW            | 38.285    | 2,55           |                        | 2       |
|         | WSH            | 28.206    | 1,88           |                        |         |
|         | DLVH           | 3.144     | 0,21           |                        |         |
|         | ÖDP            | 1.581     | 0,11           |                        |         |
|         | DKP            | 437       | 0,03           |                        |         |
|         | PBC            | 231       | 0,02           |                        |         |
|         | Independientes | 845       | 0,06           |                        |         |
| Total   | Total          | 1.502.088 |                | 45                     | 75      |

El SPD cayó en 6,4 puntos porcentuales y obtuvo el 39,8 por ciento de los votos emitidos, perdiendo su mayoría absoluta en el parlamento. Sin embargo, los socialdemócratas se mantuvieron más fuertes que la CDU, que subió 3,4 puntos porcentuales y llegó al 37,2 por ciento de los votos.
El FDP aumentó ligeramente hasta el 5,7 por ciento de los votos.
Alianza 90/Los Verdes logró un aumento de su votación en 3,13 puntos porcentuales y entró con un 8,1 por ciento por primera vez en el parlamento del estado de Schleswig-Holstein.
El SSW, como partido de la minoría danesa exento de la cláusula restrictiva, obtuvo el 2,5 por ciento de los votos y pudo elegir a dos diputados. 
La DVU falló esta vez en el intento de superar el cinco por ciento y logró un 4,3%, el mayor resultado entre los partidos sin representación en el parlamento.

## Post-elección
El SPD formó junto con los Verdes un gobierno de coalición, por lo que Heide Simonis fue reelegida como primera ministra.